# The Melodic Blue
The Melodic Blue —en español: El Azul Melódico— es el primer álbum de estudio del rapero y productor americano Baby Keem, lanzado el 10 de septiembre de 2021 por Columbia Records y pgLang, con Keem sirviendo como productor ejecutivo. El álbum incluye colaboraciones de invitados como Kendrick Lamar, Travis Scott, Don Toliver y Brent Faiyaz. El lanzamiento del álbum estuvo precedido por dos sencillos, "Durag Activity" con Travis Scott y "Family Ties" con Kendrick Lamar, los cuales llegaron al número 85 y 18 respectivamente en el Billboard Hot 100.
The Melodic Blue debutó en número 5 dentro de la Billboard 200 con un estimado de 53,000 unidades equivalentes a álbum ganadas en total.

## Promoción y lanzamiento
El 19 de octubre de 2020, Baby Keem dio pistas sobre el título del álbum añadiendo su nombre y algunas de las canciones en una sudadera, pero confirmó el título del proyecto el 30 de abril de 2021. Inicialmente,  estaba puesto para lanzarse en junio de 2021. El 31 de agosto del mismo año, Keem declaró que acabó el álbum y dijo que  "tiene mi mejor producción / trabajo composicional". Dos días más tarde, confirmó que sería lanzado ese mes. El 6 de septiembre de 2021, Keem confirmó la fecha de lanzamiento y reveló el arte de la cubierta. Dos días más tarde, reveló la lista de canciones. El 22 de septiembre, el álbum fue actualizado para incluir tres canciones: los singles ya lanzados "No Sense" y "Hooligan", y una versión rehecha de "Lost Souls", presentando vocales de Brent Faiyaz.

## Recepción crítica
The Melodic Blue recibió críticas generalmente positivas de críticos de música. En Metacritic, el cual asigna una puntuación normalizada sobre 100 a calificaciones de publicaciones, el álbum recibió una puntuación mediana de 73 basada en siete críticas, indicando "revisiones generalmente favorables". Una revisión en Rolling Stone dijo que Baby Keem es "enfocado, centrado y fácil de gustar". Luke Britton de la NME llamó a Keem un "estrella en ascenso" quién "muestra su versatilidad y sonido de amplio alcance seguro".

## Lista de canciones
| Cara A |                                       | |          |  |
| N.º    | Título                                | Letras | Duración |  |
| 1.     | «Trademark USA»                       | Hykeem Carter Jr., Adam Feeney, Rogét Chahayed, Teo Halm, Ruchaun Akers Jr.                                 | 4:30     |  |
| 2.     | «Pink Panties»                        | Carter Jr., Michee Lebrun                                                                                   | 2:43     |  |
| 3.     | «Scapegoats»                          | Carter Jr., Dacoury Natche, Michael Mulé, Isaac De Boni                                                     | 1:16     |  |
| 4.     | «Range Brothers (con Kendrick Lamar)» | Carter Jr., Kendrick Duckworth, Samuel Gloade, Jahaan Sweet, Akers, Dylan Cleary-Krell                      | 5:16     |  |
| 5.     | «Issues»                              | Carter Jr., Sweet                                                                                           | 3:39     |  |
| 6.     | «Gorgeous»                            | Carter Jr., Sweet, Ronald LaTour Jr.                                                                        | 2:20     |  |
| 7.     | «South Africa»                        | Carter Jr., Daniel Tannenbaum                                                                               | 2:54     |  |
| 8.     | «Lost Souls»                          | Carter Jr., Sweet, Akers                                                                                    | 4:29     |  |
| 9.     | «Cocoa (con Don Toliver)»             | Carter Jr., Caleb Toliver, Sweet, Akers                                                                     | 3:49     |  |
| 10.    | «Family Ties (con Kendrick Lamar)»    | Carter Jr., Duckworth, LaTour, Tobias Dekker, Roshwita Bacha, Dominik Patrzek, Jasper Harris, Colin Franken | 4:12     |  |
| 11.    | «Scars»                               | Carter Jr., Sweet, Akers, Matt Schaeffer, Johnny Kosich                                                     | 4:26     |  |
| 12.    | «Durag Activity (con Travis Scott)»   | Carter Jr., Jacques Webster II, Justin Howze                                                                | 3:44     |  |
| 13.    | «Booman»                              | Carter Jr.                                                                                                  | 2:35     |  |
| 14.    | «First Order Of Business»             | Carter Jr., Sweet                                                                                           | 2:48     |  |
| 15.    | «Vent»                                | Carter Jr., Duckworth, Natche, Mark Spears, Jason Pounds                                                    | 2:16     |  |
| 16.    | «16»                                  | Carter Jr., James Litherland, Natche, Jeff Kleinman                                                         | 2:36     |  |
| 53:44  |                                       | |          |  |

| Cara B |                                 |                                                                   |          |  |
| N.º    | Título                          | Letras                                                            | Duración |  |
| 1.     | «Lost Souls (con Brent Faiyaz)» | Carter Jr., Christopher Wood, SweetAkers                          | 4:29     |  |
| 2.     | «Hooligan»                      | Carter Jr., Sweet, Jordan Ortiz, Beck Norling, Robert Fairfax III | 2:36     |  |
| 3.     | «No Sense»                      | Carter Jr., Sweet                                                 | 2:53     |  |
| 9:58   |                                 |                                                                   |          |  |